# Hadí kopec
Hadí kopec je vrchol (378 m n. m.) a přírodní památka jižně od obce Krásný Les ve Frýdlantském výběžku na území přírodního parku Peklo v okrese Liberec. Oblast spravuje Agentura ochrany přírody a krajiny ČR - Regionální pracoviště Liberecko.

## Předmět ochrany
Důvodem ochrany je ochrana geomorfologicky výrazného masivu čedičového tělesa rozděleného tokem Lomnice s ukázkami sloupcové odlučnosti, ochrana fragmentů lesního porostu charakteru submontánního listnatého háje s lokálně vzácnými teplomilnými bylinnými prvky a ochrana vegetace. Říčka Lomnice vytváří zčásti na území přírodní památky, větším dílem pak v jeho těsném sousedství meandry a malé tůně - slepá ramena. Přírodní památka leží na svahu stejnojmenný vrch o nadmořské výšce 378 metrů (někdy uváděno 379 m) geomorfologicky spadajícího do celku Frýdlantská pahorkatina a okrsku Raspenavská pahorkatina. Samotný vrchol se nachází již mimo území přírodní památky.

## Dostupnost
Na Hadí kopec nevede žádná značená cesta. Území přírodní památky je nejlépe přístupné od jihu od Raspenavy luční cestou ze Slunečné ulice nebo úbočím vrchu Chlum kolem památného Čapkova dubu.

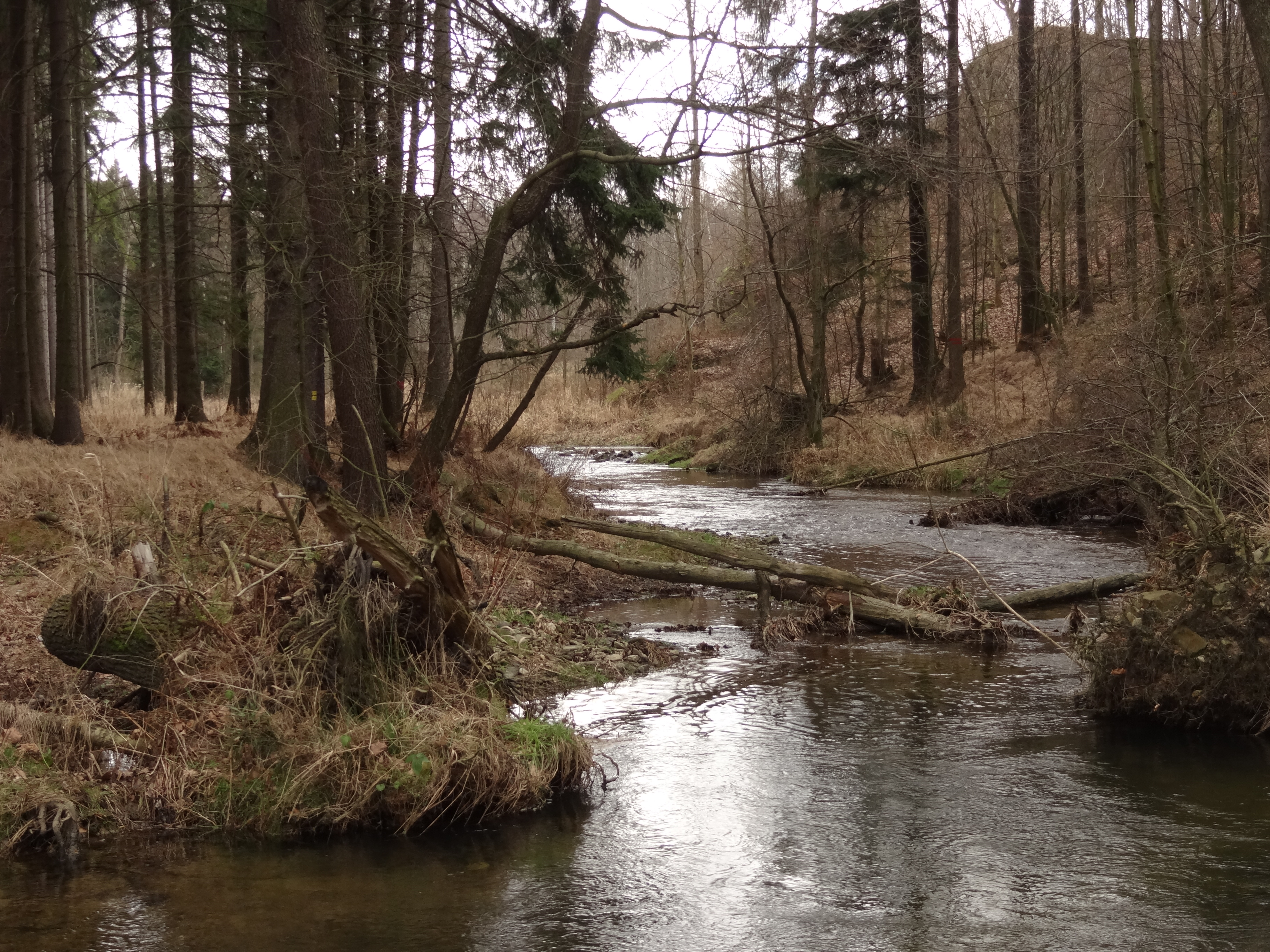
Chráněným územím protéká říčka Lomnice